# Сурдила-Гречи (Браила)
Сурдила-Гречи (рум. Surdila-Greci) насеље је у Румунији у округу Браила у општини Сурдила-Гречи. Oпштина се налази на надморској висини од 39 m.

## Становништво
Према подацима из 2002. године у насељу је живело 1651 становника, од којих су сви румунске националности.

### Хронологија
| Година       | 1992 | 1993 | 1994 | 1995 | 1996 | 1997 | 1998 | 1999 | 2000 | 2001 | 2002 | 2003 | 2004 | 2005 | 2006 | 2007 | 2008 | 2009 | 2010 | 2011 | 2012 | 2013 | 2014 | 2015 | 2016 | 2017 |
| ------------ | ---- | ---- | ---- | ---- | ---- | ---- | ---- | ---- | ---- | ---- | ---- | ---- | ---- | ---- | ---- | ---- | ---- | ---- | ---- | ---- | ---- | ---- | ---- | ---- | ---- | ---- |
| Становништво | 1747 | 1721 | 1745 | 1724 | 1736 | 1724 | 1759 | 1750 | 1708 | 1687 | 1665 | 1637 | 1608 | 1588 | 1596 | 1603 | 1595 | 1598 | 1588 | 1565 | 1544 | 1511 | 1524 | 1516 | 1517 | 1489 |